# Pannendorp
Pannendorp is een voormalig gehucht aan de Lovaart, behorend tot het West-Vlaamse dorp Alveringem.
In de 18e en 19e eeuw bevond zich hier een dakpannenfabriek. Het gehucht omvatte, naast de fabriek, een aantal arbeidershuisjes.
Tijdens de Eerste Wereldoorlog lagen hier de Duitse en Belgische loopgraven dicht bij elkaar. In 2004 werd een landschapskunstwerk aangebracht, vervaardigd door Stijn Claikens, dat met een rood en een blauw kronkelend betonnen muurtje het verloop van de frontlinie aangeeft.